# Mořic Hesensko-Kasselský
Mořic Hesensko-Kasselský, zvaný také Mořic Učený (25. května 1572, Kassel – 15. března 1632, Eschwege), byl mezi lety 1592 až 1627 lankrabě hesensko-kasselský.

## Život

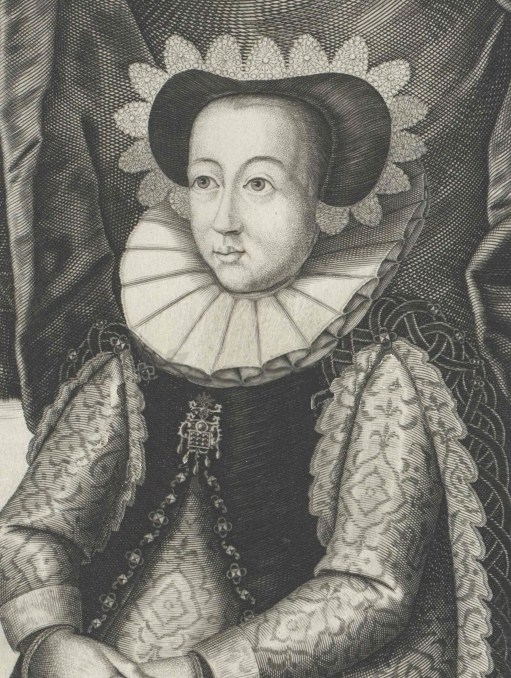
Mořicova první manželka; Anežka zu Solms-Laubach

Mořic se narodil v Kasselu do rodiny Viléma IV. Hesensko-Kasselského a jeho manželky Sabiny Württemberské. Ti spolu měli celkem jedenáct dětí, avšak deset z nich byli dcery, jediným synem byl Mořic.
Mořic byl velký zastánce divadel a celkově umění. Prosazoval spolek Die Tschechische Comoedianten, jednalo se o kočovné komedianty, kteří v průběhu 16. a 17. století navštěvovali celé Hesensko, avšak v ostatních zemích nebyli příliš vítáni. Sám Mořic dokonce v roce 1605 postavil v Německu první stálé divadlo, které pojmenoval Ottoneum. Tato budova existuje i v současné době, ale slouží pouze jako muzeum historie přírodovědy. Toto divadlo ale finančně téměř zruinovalo celé Hesensko-Kasselsko.
Roku 1604 Mořic zdědil po vymření linie Hesensko-Marburských celý jejich majetek a pole a získal tak velké bohatství. Mořic byl, i se svými sestrami, vychováván jako luterán, nicméně následující rok (1605) konvertoval ke kalvinismu, čímž vstoupil do vleklého sporu se svým luteránským bratrancem Ludvíkem V. Hesensko-Darmstadtským. Na základě pravidla cuius regio, eius religio zvolil jako preferované náboženství pro celé Hesensko-Kasselsko kalvinismus. To ale bylo poměrně nestandardní, neboť Augšpurský mír oficiálně kalvinismus nezahrnoval. Mořic se tedy snažil rozšířit své náboženství i v zemích, které zdědil po zániku Hesensko-Marburských, nakonec se ale dostal do konfliktu i s císařem Svaté říše římské, Matyášem Habsburským. Dne 17. března 1627 už byla celá rodina téměř úplně bez majetku – a ten den raději abdikoval ve prospěch svého syna Viléma, pozdějšího lankraběte Viléma V. Hesensko-Kasselského.
Pět let po své abdikaci zemřel Mořic ve městě Eschwege. V průběhu života složil mnoho skladeb, především pro loutny a kytary, avšak nikdy svoji tvorbu příliš neprezentoval.

## Manželství a potomci
Dne 23. září 1593 si Mořic vzal Anežku ze Solms-Laubachu (7. ledna 1578 – 23. listopadu 1602). Měli spolu šest dětí:
- Oto Hesensko-Kasselský (24. prosince 1594 – 7. srpna 1617),
⚭ 1613 Kateřina Uršula Bádensko-Durlašská (19. června 1593 – 15. února 1615)
⚭ 1617 Anežka Magdaléna Anhaltsko-Desavská (29. března 1590 – 24. října 1626)
- Alžběta Hesensko-Kasselská (24. března 1596 – 16. prosince 1625), ⚭ 1618 Jan Albert II. Meklenburský (5. května 1590 – 23. dubna 1636)
- Mrtvé dítě (*/† 24. leden 1597)
- Mrtvé dítě (*/† 1599)
- Mořic (14. července 1600 – 11. srpna 1612)
- Vilém V. Hesensko-Kasselský (13. února 1602 – 21. září 1637), lankrabě hesensko-kasselský od roku 1627 až do své smrti, ⚭ 1619 Amálie Alžběta z Hanau-Münzenbergu (29. ledna 1602 – 8. srpna 1651)

Když v roce 1602 Anežka zemřela, Mořic měl sice již dva možné dědice, avšak rozhodl se oženit znovu. Roku 1603 si tedy vzal Julianu Nasavsko-Dillenburskou (3. září 1587 – 15. února 1643), se kterou měl čtrnáct dětí:
- Filip (26. září 1604 – 17. června 1626), padl v bitvě
- Anežka Hesensko-Kasselská (14. května 1606 – 28. května 1650), ⚭ 1623 Jan Kazimír Anhaltsko-Desavský (17. prosince 1596 – 15. září 1660), kníže anhaltsko-desavský
- Heřman Hesensko-Rotenburský (15. srpna 1607 – 25. března 1658), 1. lankrabě hesensko-rotenburský,
⚭ 1633 Žofie Juliana Waldecká (1. dubna 1607 – 15. září 1637)
⚭ 1642 Kunhuta Juliana Anhaltsko-Desavská (17. února 1608 – 26. září 1683)
- Juliana (7. října 1608 – 11. prosince 1628)
- Sabina (5. července 1610 – 21. května 1620)
- Magdaléna Hesensko-Kasselská (25. srpna 1611 – 12. února 1671), ⚭ 1646 Erik Adolf, hrabě ze Salm-Reifferscheidu (1619–1678)
- Mořic (13. června 1614 – 16. února 1633)
- Žofie Hesensko-Kasselská (12. září 1615 – 22. listopadu 1670), ⚭ 1644 Filip I. z Schaumburg-Lippe (18. července 1601 – 10. dubna 1681)
- Fridrich Hesensko-Eschwegský (9. května 1617 – 24. září 1655), lankrabě hesensko-eschwegský, padl v bitvě, ⚭ 1646 Eleonora Kateřina Falcká (17. května 1626 – 3. března 1692)
- Kristián (5. února 1622 – 14. listopadu 1640), švédský plukovník, pravděpodobně byl otráven svými spolubojovníky[1]
- Arnošt Hesensko-Rheinfelský (17. prosince 1623 – 12. května 1693), lankrabě hesensko-rheinfelský, ⚭ 1647 Marie Eleonora ze Solms-Lich (16. prosince 1632 – 12. srpna 1689)
- Kristína (9. července 1625 – 25. července 1626)
- Filip (28. září 1626 – 8. července 1629)
- Alžběta (23. října 1628 – 10. února 1633)

## Vývod z předků
|                          |                                  |  |                        |                                    |  |  |  |  |  |  |  | Ludvík II. Hesenský |
|                          |                                  |  |                        |                                    |  |  |  |  |  |  |  |                     |
|                          | Vilém II. Hesenský               |  |                        |                                    |  |  |  |  |  |  |  |                     |
|                          |                                  |  |                        |                                    |  |  |  |  |  |  |  |                     |
|                          |                                  |  |                        | Mechtilda Württemberská            |  |  |  |  |  |  |  |                     |
|                          |                                  |  |                        |                                    |  |  |  |  |  |  |  |                     |
|                          | Filip I. Hesenský                |  |                        |                                    |  |  |  |  |  |  |  |                     |
|                          |                                  |  |                        |                                    |  |  |  |  |  |  |  |                     |
|                          |                                  |  |                        | Magnus II. Meklenburský            |  |  |  |  |  |  |  |                     |
|                          |                                  |  |                        |                                    |  |  |  |  |  |  |  |                     |
|                          | Anna Meklenbursko-Zvěřínská      |  |                        |                                    |  |  |  |  |  |  |  |                     |
|                          |                                  |  |                        |                                    |  |  |  |  |  |  |  |                     |
|                          |                                  |  |                        | Žofie Pomořanská                   |  |  |  |  |  |  |  |                     |
|                          |                                  |  |                        |                                    |  |  |  |  |  |  |  |                     |
|                          | Vilém IV. Hesensko-Kasselský     |  |                        |                                    |  |  |  |  |  |  |  |                     |
|                          |                                  |  |                        |                                    |  |  |  |  |  |  |  |                     |
|                          |                                  |  |                        | Albrecht III. Saský                |  |  |  |  |  |  |  |                     |
|                          |                                  |  |                        |                                    |  |  |  |  |  |  |  |                     |
|                          | Jiří Saský                       |  |                        |                                    |  |  |  |  |  |  |  |                     |
|                          |                                  |  |                        |                                    |  |  |  |  |  |  |  |                     |
|                          |                                  |  |                        | Zdenka Česká                       |  |  |  |  |  |  |  |                     |
|                          |                                  |  |                        |                                    |  |  |  |  |  |  |  |                     |
|                          | Kristýna Saská                   |  |                        |                                    |  |  |  |  |  |  |  |                     |
|                          |                                  |  |                        |                                    |  |  |  |  |  |  |  |                     |
|                          |                                  |  |                        | Kazimír IV. Jagellonský            |  |  |  |  |  |  |  |                     |
|                          |                                  |  |                        |                                    |  |  |  |  |  |  |  |                     |
|                          | Barbora Jagellonská              |  |                        |                                    |  |  |  |  |  |  |  |                     |
|                          |                                  |  |                        |                                    |  |  |  |  |  |  |  |                     |
|                          |                                  |  |                        | Alžběta Habsburská                 |  |  |  |  |  |  |  |                     |
|                          |                                  |  |                        |                                    |  |  |  |  |  |  |  |                     |
| Mořic Hesensko-Kasselský |                                  |  |                        |                                    |  |  |  |  |  |  |  |                     |
|                          |                                  |  |                        |                                    |  |  |  |  |  |  |  |                     |
|                          |                                  |  | Jindřich Württemberský |                                    |  |  |  |  |  |  |  |                     |
|                          |                                  |  |                        |                                    |  |  |  |  |  |  |  |                     |
|                          | Oldřich Württemberský            |  |                        |                                    |  |  |  |  |  |  |  |                     |
|                          |                                  |  |                        |                                    |  |  |  |  |  |  |  |                     |
|                          |                                  |  |                        | Alžběta Zweibrückensko-Bitschská   |  |  |  |  |  |  |  |                     |
|                          |                                  |  |                        |                                    |  |  |  |  |  |  |  |                     |
|                          | Kryštof Württemberský            |  |                        |                                    |  |  |  |  |  |  |  |                     |
|                          |                                  |  |                        |                                    |  |  |  |  |  |  |  |                     |
|                          |                                  |  |                        | Albrecht IV. Bavorský              |  |  |  |  |  |  |  |                     |
|                          |                                  |  |                        |                                    |  |  |  |  |  |  |  |                     |
|                          | Sabina Bavorská                  |  |                        |                                    |  |  |  |  |  |  |  |                     |
|                          |                                  |  |                        |                                    |  |  |  |  |  |  |  |                     |
|                          |                                  |  |                        | Kunhuta Rakouská                   |  |  |  |  |  |  |  |                     |
|                          |                                  |  |                        |                                    |  |  |  |  |  |  |  |                     |
|                          | Sabina Württemberská             |  |                        |                                    |  |  |  |  |  |  |  |                     |
|                          |                                  |  |                        |                                    |  |  |  |  |  |  |  |                     |
|                          |                                  |  |                        | Fridrich II. Braniborsko-Ansbašský |  |  |  |  |  |  |  |                     |
|                          |                                  |  |                        |                                    |  |  |  |  |  |  |  |                     |
|                          | Jiří Braniborsko-Ansbašský       |  |                        |                                    |  |  |  |  |  |  |  |                     |
|                          |                                  |  |                        |                                    |  |  |  |  |  |  |  |                     |
|                          |                                  |  |                        | Žofie Jagellonská                  |  |  |  |  |  |  |  |                     |
|                          |                                  |  |                        |                                    |  |  |  |  |  |  |  |                     |
|                          | Anna Marie Braniborsko-Ansbašská |  |                        |                                    |  |  |  |  |  |  |  |                     |
|                          |                                  |  |                        |                                    |  |  |  |  |  |  |  |                     |
|                          |                                  |  |                        | Karel I. Minsterberský             |  |  |  |  |  |  |  |                     |
|                          |                                  |  |                        |                                    |  |  |  |  |  |  |  |                     |
|                          | Hedvika Minsterberská            |  |                        |                                    |  |  |  |  |  |  |  |                     |
|                          |                                  |  |                        |                                    |  |  |  |  |  |  |  |                     |
|                          |                                  |  |                        | Anna Zaháňská                      |  |  |  |  |  |  |  |                     |
|                          |                                  |  |                        |                                    |  |  |  |  |  |  |  |                     |